# Joachim Tolles

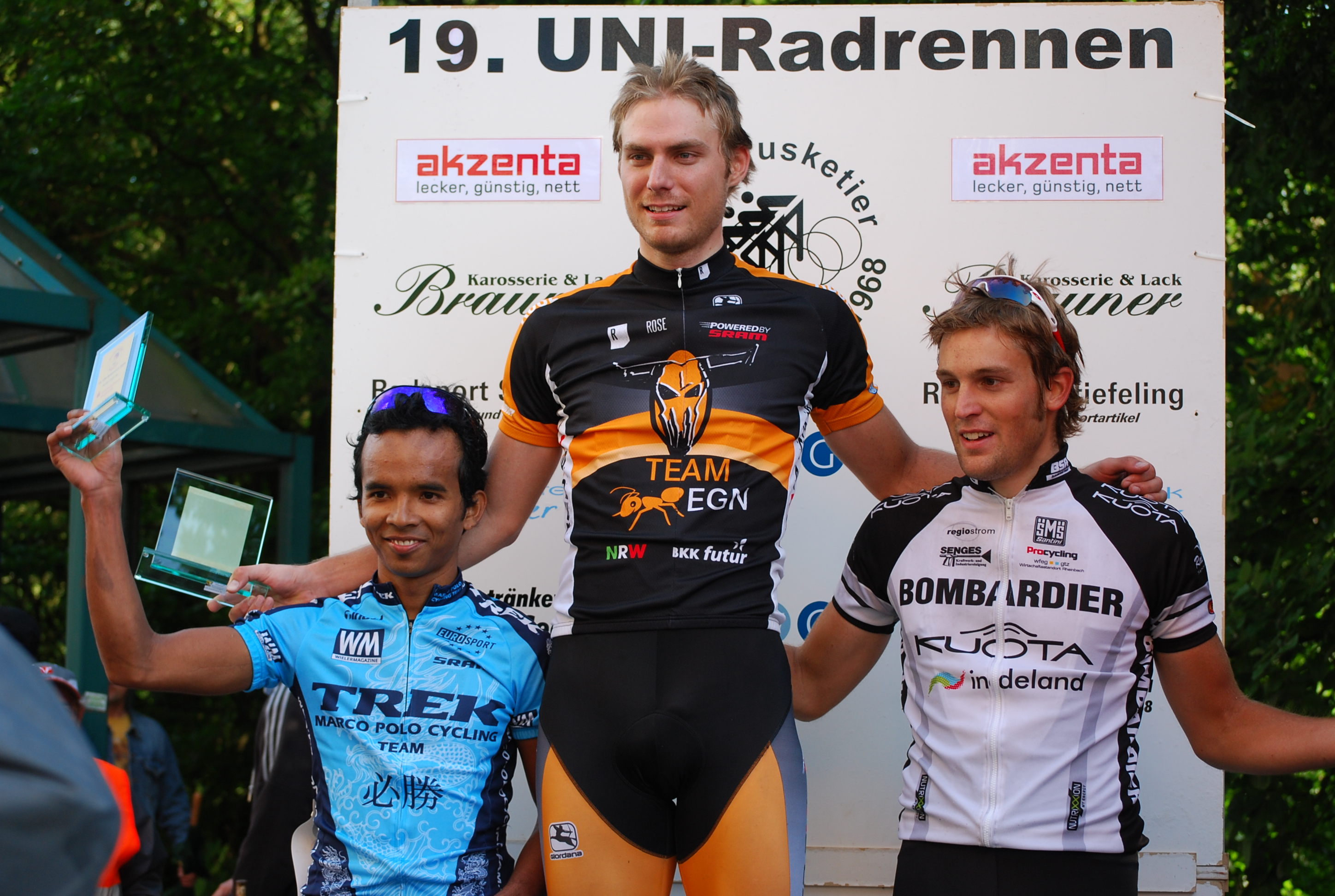
Joachim Tolles (rechts) bei der Siegerehrung des 19. Uni-Radrennens in Wuppertal

Joachim Tolles (* 17. April 1986 in Neuss) ist ein deutscher Radrennfahrer.
Joachim Tolles begann seine internationale Karriere 2007 bei dem deutschen Continental Team akud Rose. Er gewann zwei Etappen der Mainfranken-Tour 2007.

## Erfolge
2007
- zwei Etappen Mainfranken-Tour

## Teams
- 2007 akud Rose
- 2008 Kuota-Senges
- 2009 Kuota Indeland
- 2011 TT Raiko Argon 18
- 2014 Team Kuota